# Lamprosema pectinalis
Lamprosema pectinalis là một loài bướm đêm trong họ Crambidae.